# Julius Motteler

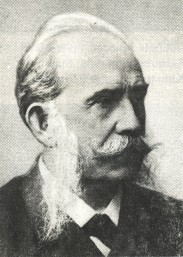
Julius Motteler

Julius Motteler (* 18. Juni 1838 in Esslingen am Neckar; † 29. September 1907 in Leipzig) war ein deutscher Kaufmann und Sozialist. Er war ein führendes Mitglied der frühen deutschen Arbeiterbewegung und wiederholt Reichstagsabgeordneter. Er organisierte während der Zeit des Sozialistengesetzes den Vertrieb der sozialdemokratischen Parteipresse im Untergrund. Des Weiteren war er maßgeblich an der Entstehung von Gewerkschaften in Deutschland beteiligt sowie ein Vorkämpfer der proletarischen Frauenbewegung. Er war ein Vertreter der Linken, zählte zum engen Kreis der Vertrauten von August Bebel und Wilhelm Liebknecht. Motteler war Mitglied der Sozialdemokratischen Partei Deutschlands (SPD) und bereits beteiligt bei den Gründungen ihrer Vorläuferparteien Sächsische Volkspartei, Sozialdemokratische Arbeiterpartei (SDAP) und Sozialistische Arbeiterpartei Deutschlands (SAP).

## Leben und Werk

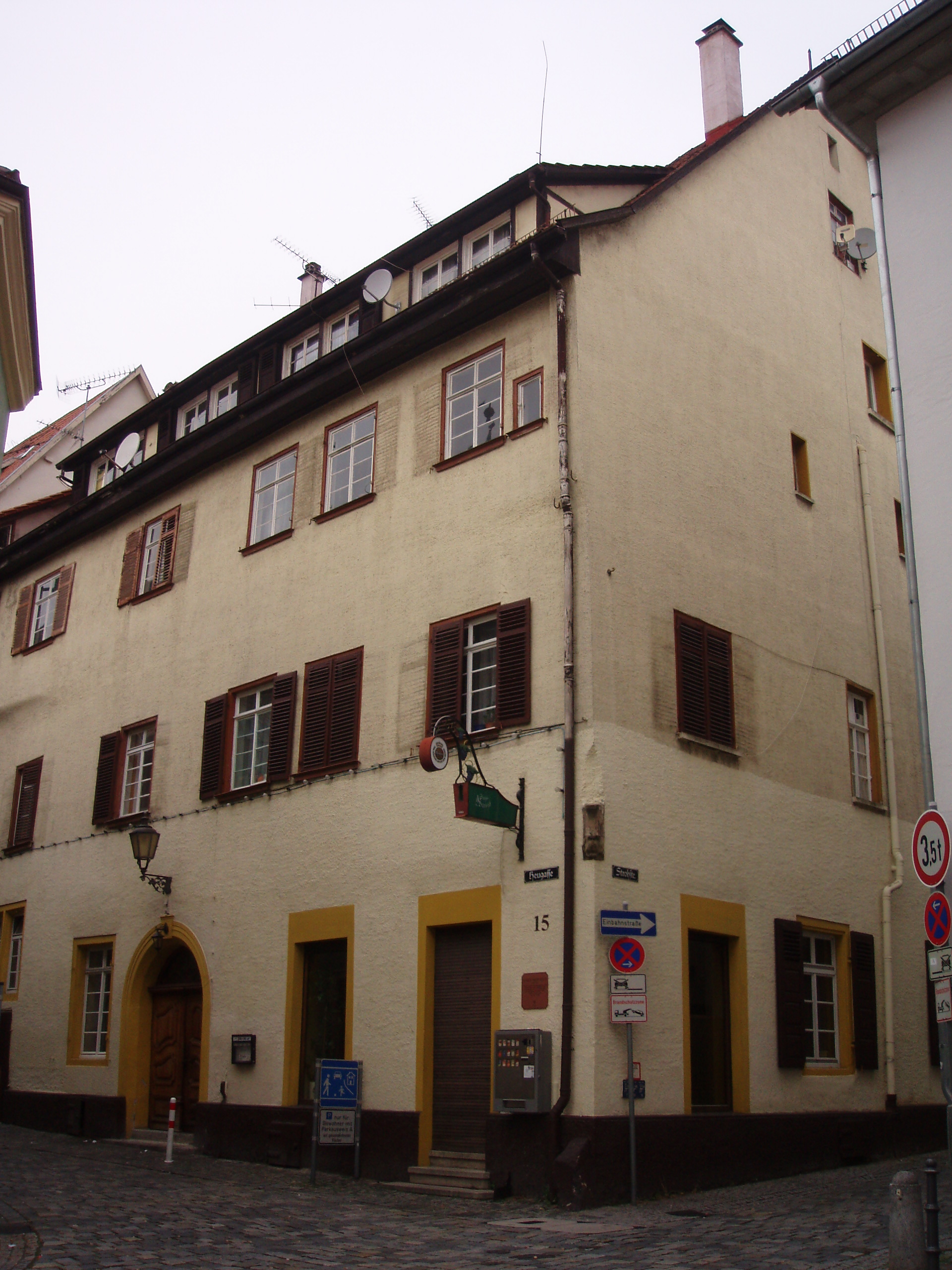
Haus in Esslingen am Neckar, in dem Motteler von 1838 bis 1856 wohnte

Motteler wurde als neuntes von zwölf Kindern in einem wohlhabenden Elternhaus geboren. 1845 bis 1852 besuchte er das Pädagogium in Esslingen, das heutige Georgii-Gymnasium. Als gelernter Tuchmacher, Buckskinweber und Kaufmann wurde er nach seinem Militärdienst zunächst als Buchhalter und Werkführer im Tuchgeschäft Kohn in Augsburg angestellt, ab September 1859 bis 1867 war er Buchhalter und Disponent bei der „Vigonespinnerei Wolf & Kirsten“ in Crimmitschau.
Von 1870 bis 1878 war er mit Emilie Henriette Kyber aus Crimmitschau, später mit Emilie Schwarze aus Esslingen verheiratet. Er hatte einen Sohn († 1879).
1860 trat er zunächst dem liberalen Deutschen Nationalverein bei. 1863 war er an der Gründung eines Arbeiterbildungsvereins in Crimmitschau beteiligt und löste damit eine Bewegung in ganz Deutschland aus. Im 1863 gegründeten Verband Deutscher Arbeitervereine betrieb er die Trennung von der liberalen „Bourgeoisie“. Er trat für das von Karl Marx ausgearbeitete Programm der Ersten Internationale als programmatische Grundlage ein. 1866 war er Mitbegründer der Sächsischen Volkspartei, 1867 gründete er zusammen mit Wilhelm Stolle den „Crimmitschauer Republikanischen Volksverein“ (den Ortsverein der sächsischen Volkspartei) und war maßgeblich an der Entsendung von Arbeitervertretern in den Reichstag des Norddeutschen Bundes beteiligt. 1869 nahm Motteler zusammen mit August Bebel an der Gründung der SDAP (einer der SPD-Vorläuferparteien) in Eisenach teil und gründete kurz danach eine Ortsgruppe in Crimmitschau.
Unter anderem durch gleichberechtigten Einbezug vieler Frauen in die von ihm 1869 (auf der Basis eines von Bebel ausgearbeiteten Musterstatuts) mitgegründete und von ihm geleitete „Internationale Gewerksgenossenschaft der Manufaktur-, Fabrik- und Handarbeiter beiderlei Geschlechts“ in Leipzig (eine der ersten Fabrikarbeitergewerkschaften Deutschlands und Vorläufer des Deutschen Textilarbeiterverbandes), wurde er zu einem der Vorkämpfer der Gewerkschafts- und der proletarischen Frauenbewegung.
Auch gegen die damals verbreitete Kinderarbeit wandte er sich mehrfach vehement. Er unterstützte außerdem aktiv den Aufbau zahlreicher Konsumvereine, weiterer Arbeitervereine und proletarischer Gewerksgenossenschaften. Gemeinsam mit Stolle gründete und gab er 1870 die erste sozialdemokratische Zeitung Deutschlands, den „Crimmitschauer Bürger- und Bauernfreund“ heraus.
Von 1874 bis 1878 war er Abgeordneter der SDAP bzw. der SAP, wie die Arbeiterpartei nach der Vereinigung mit dem Allgemeinen Arbeiterverein (ADAV) hieß, im Berliner Reichstag für den Wahlkreis „Zwickau Werdau Glauchau Crimmitschau“. Bei der Vereinigung von SDAP und ADAV zur SAP (1890 umbenannt in SPD) am 22. Mai 1875 in Gotha war Julius Motteler einer der Gründer. In der Zeit als Abgeordneter war Motteler zudem in die Gründung der Druckergenossenschaften in Leipzig 1874 bis 1876 und in Barmen 1877 involviert. Aus privaten Gründen trat er 1876 aus der Leitung der Leipziger Genossenschaftsbuchdruckerei aus. Eine Rede Mottelers vom 4. Juni 1878 hatte einen Prozess gegen ihn wegen „Kaiserbeleidigung“ zur Folge, bei dem er jedoch freigesprochen wurde. Im Jahr 1878 übersiedelte er nach München-Nymphenburg.
Nachdem im Oktober 1878 das Bismarcksche Sozialistengesetz erlassen worden waren, war zunächst eine Destabilisierungsphase der Partei eingetreten. Erst nachdem Bismarcks Versuch, den Sozialdemokraten das aktive und passive Wahlrecht zu nehmen, scheiterte und somit die Reichstagsfraktion als in dieser Zeit zugleich parteiführende Struktur gesichert war, gründeten einige ihrer Mitglieder Ende 1879 zur Stabilisierung das in der Schweiz gedruckte Exil-Parteiblatt „Der Sozialdemokrat“. Motteler emigrierte im November 1879 nach Zürich und organisierte von 1880 bis 1888, unterstützt von Joseph Belli, als Geschäftsführer den Schmuggel des Wochenblattes nach Deutschland und den reichsweiten Untergrundvertrieb. Der illegale Vertrieb erfolgte per Schmuggel von der Schweiz aus über die württembergische Grenze und von dort weiter in die anderen Teile des Deutschen Reichs. Vertrauensmänner, die sogenannte „Rote Feldpost“, verteilten die Zeitung über regionale „Feldpoststationen“. Dies trug viel zum Aufbau und trotz Verbots sogar Stärkung von flächendeckenden örtlichen Strukturen der Partei bei. Motteler wurde daher unter seinen Parteifreunden mit dem Ehrennamen „Der Rote Feldpostmeister“ gerühmt. Von Zürich aus leitete er zusätzlich die „Schwarze Maske“, den Sicherheitsdienst der Partei, legte eine Materialsammlung zur Aufdeckung von Spitzeln und Feinden an. Während der Zusammenarbeit mit Julius Motteler in Zürich an der Erstellung des „Sozialdemokrat“, fasste 1882 Clara Zetkin ihren Entschluss, sich für die Frauenfrage einzusetzen.

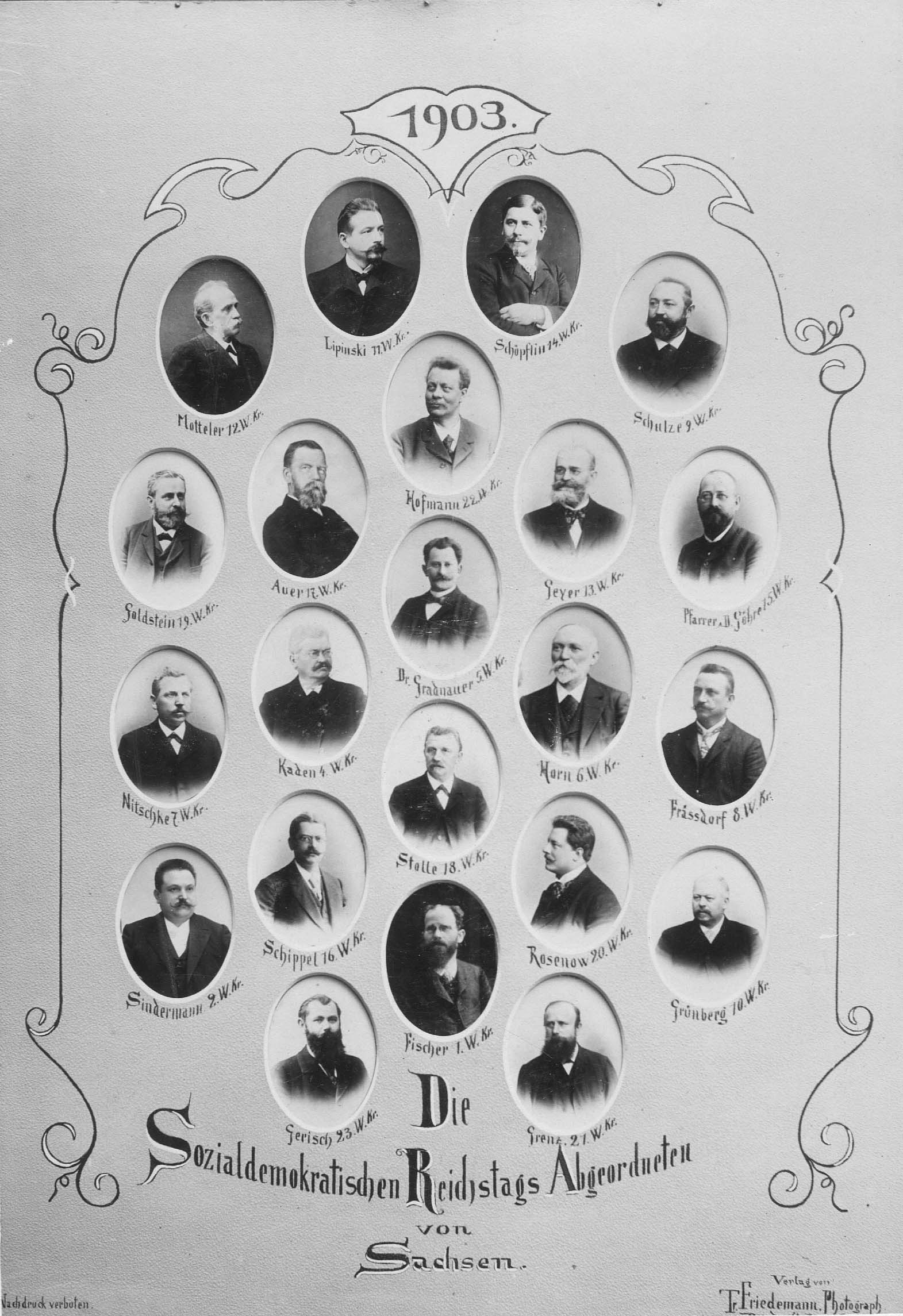
SPD Reichstagsabgeordnete aus Sachsen von 1903

Als Motteler im April 1888 auf Druck der deutschen Reichsregierung (mit anderen deutschen Sozialisten) aus der Schweiz ausgewiesen wurde, ging er als Geschäftsführer des bis September 1890 erscheinenden „Sozialdemokrat“ nach London und leitete danach die dortige Exil-Zweigstelle der Partei sowie des Parteiarchivs bis zu dessen Auflösung und Rückführung nach Berlin 1901. In seiner Obhut befand sich seit dem Tod von Friedrich Engels im August 1895 der Marx-Engels-Nachlass. 1901 war er als Druckerei- und Verlagsleiter der Leipziger Volkszeitung tätig, von 1903 bis zu seinem Tod 1907 erneut Reichstagsabgeordneter. Weiterhin war er für die Partei aktiv, hielt Vorträge und verfasste politische Studien.
Seine Grabstätte befindet sich auf dem Leipziger Südfriedhof.

## Ehrungen
Zu Ehren Julius Mottelers wurden Straßen in Esslingen, Stuttgart, Görlitz, Crimmitschau, Leipzig und Zwickau sowie Schulen in Crimmitschau (Julius-Motteler-Gymnasium), Leipzig und Schweinsburg (ehemalige SED-Parteischule) nach ihm benannt.